# Philander C. Knox
Philander Chase Knox (ur. 6 maja 1853 w Pittsburghu w stanie Pensylwania, zm. 12 października 1921 w Waszyngtonie) – amerykański adwokat i polityk, senator z Pensylwanii, prokurator generalny. W latach od 6 marca 1909 do 5 marca 1913 był sekretarzem stanu.

## Wczesne lata życia
Knox urodził się w Pittsburghu w Pensylwanii na przedmieściach Brownsville, w stanie Pensylwania. Jego ojciec był bankierem, a matka była aktywna w organizacjach dobroczynnych i społecznych. Udał się do prywatnych szkół podstawowych i średnich.
Knox poszedł Mount Union College. Szkołę ukończył w 1872 roku ze stopniem Bachelor of Arts. Nawiązał tam przyjaźń z przyszłym prezydentem USA Williamem McKinleyem, pełnił w tym czasie funkcję lokalnego prokuratora okręgowego.

## Prawnik
W 1875 został przyjęty do adwokatury w Pittsburghu. Od 1876-1877 był asystentem United States Attorney for Western District of Pennsylvania. W 1897 roku został przewodniczącym Pennsylvania Bar Association. Knox był czołowym adwokatem Pittsburghu we współpracy z Hayem Jamesem Reedem. Był również członkiem South Fork Fishing and Hunting Club. Odmówił wsparcia dla konkretnych ofiar powodzi, oraz zakazał mówić w klubie na ten temat. Strategia ta odniosła sukces, i Knox i Reed odparli wszystkie sprawy sądowe, w których stroną byli członkowie klubu. Knox był członkiem Duquesne Club. Wraz z kolegami z South Fork Fishing and Hunting Klubu Jesse H. Lippencott, Knox pełnił funkcję dyrektora Narodowego Bank w Pittsburghu.
Jako adwokat Carnegie Steel Company miał znaczący udział w organizowaniu US Steel w 1901 roku.

## Prokurator generalny
Za czasów McKinleya i Theodore’a Roosevelta w latach 1901-1904 był prokuratorem generalnym. Podczas służby dla Roosevelta, Knox ciężko pracował nad koncepcją dyplomacji dolarowej.
Jest dobrze znany słynny cytat do Roosevelta: „Panie prezydencie, niech nie tak wielkie osiągnięcia cierpią na znamię legalności”, w odniesieniu do budowy Kanału Panamskiego.

## Senator
W czerwcu 1904 roku został mianowany przez gubernatora Samuela W. Pennypackera z Pensylwanii na senatora za Matthew S. Quaya. W 1905 roku został ponownie wybrany do Senatu na całą kadencję. W 1908 i 1920 roku bez powodzenia ubiegał się o nominację Partii Republikańskiej w wyborach prezydenckich. W lutym 1909, William Howard Taft dał senatorowi nominację na sekretarza stanu. Na skutek nominacji zwiększyło się uposażenie oraz złamany został zakaz łączenia funkcji senatora i sekretarza stanu. Senacka komisja zaproponowała zmianę uposażenia według stanu sprzed kadencji senatu. W dniu 4 marca 1909, wynagrodzenie sekretarza stanu zmniejszono 12.000 dolarów do 8000 dolarów, a Knox objął urząd od 6 marca. Mechanizm ten był stosowany wielokrotnie i przyjął nazwę Fix Saxbe.

## Sekretarz stanu
Knox pełnił funkcję sekretarza stanu w gabinecie Tafta aż 5 marca 1913. Jako sekretarz stanu, Knox zajął się reorganizacją wydziału na podstawie wydzielonych, rozszerzony system osiągnięć do służby dyplomatycznej do klasy szefa misji prowadzonej polityki wspierania i ochrony inwestycji amerykańskich za granicą. Reforma ta została wpisana do konstytucji jako XVI Poprawka, A dokonał rozliczenia kontrowersji w sprawie rybołówstwa na Morzu Beringa kontrowersji i północnoatlantyckich.

## Senator
Po upływie kadencji, Knox powrócił do zawodu prawnika w Pittsburghu. Został ponownie wybrany do Senatu z Pensylwanii w 1917 roku. Funkcję sprawował do końca kadencji w 1921. W kwietniu 1921 roku wprowadził rezolucję do Senatu do formalnego zakończenia amerykańskiego zaangażowania w I wojnę światową. To było połączone z podobną rezolucją Knox-Porter Resolution, podpisaną przez prezydenta Warrena G. Hardinga 21 lipca.
Knox zmarł w Waszyngtonie 12 października 1921 roku.